# 沙沙勒·海普拉肯
沙沙勒·海普拉肯（1996年1月8日—），是一名泰国足球运动员，司职后卫。現效力於泰超球队武里南联，也代表泰国国家足球队。

## 荣誉

### 俱乐部
武里南联
- 泰国甲级足球联赛冠军：2017、2018、2021–22
- 泰国足总杯冠军：2021–22
- 泰国联赛杯冠军：2021–22
- 泰国冠军杯冠军：2019

全北现代
- K1联赛冠军：2019

### 国家队
泰国
- 东南亚足球锦标赛冠军：2022

泰国U23
- 东南亚运动会金牌：2017
- 迪拜杯：2017